# Шестаков, Александр Леонидович
Алекса́ндр Леони́дович Шестако́в (род. 22 июня 1952, Челябинск) — ректор Южно-Уральского государственного университета с 2005 по 2022 г., доктор технических наук, профессор, заслуженный работник высшей школы (2003), председатель Совета ректоров УрФО.
В 2020 году избран депутатом Законодательного собрания Челябинской области, член партии «Единая Россия» и одноименной фракции Заксобрания.

## Биография
Александр Шестаков родился 22 июня 1952 года в городе Челябинске в семье школьных учителей. Ещё во время учёбы в школе он проявил склонность к точным наукам, активно участвовал в областных олимпиадах по математике и физике и занимал призовые места. В 1986 году получил приглашение стать слушателем летней физико-математической школы при Новосибирском академгородке.
В 1969 году связал свою судьбу с Челябинским политехническим институтом, поступив на приборостроительный факультет (специальность «Системы автоматического управления»). Отлично учился, активно занимался общественной работой, был старостой группы, бригадиром стройотряда.
В 1975 году, после окончания института, был приглашён в качестве преподавателя-стажёра на кафедру «Системы автоматического управления», а в 1976 переведён на должность младшего научного сотрудника. В 1979 году поступил в аспирантуру при кафедре «Системы автоматического управления», которую досрочно окончил в 1981 году, защитив кандидатскую диссертацию под руководством доктора технических наук, профессора, заслуженного деятеля науки и техники РСФСР Г. С. Черноруцк.
После защиты диссертации работал инженером, позднее — старшим научным сотрудником кафедры «Системы автоматического управления». Занимался разработкой систем управления динамических стендов для наземного моделирования полёта морских баллистических ракет.
В 1979 году по технической документации кафедры «Системы автоматического управления», подготовленной непосредственно при участии А. Л. Шестакова, впервые в СССР был создан моделирующий стенд с цифровой системой управления.
С 1983 года А. Л. Шестаков — ассистент, а с 1984 года — доцент кафедры «Информационно-измерительная техника». В феврале 1993 года под научным руководством профессора Г. С. Черноруцкого защитил докторскую диссертацию по проблемам обработки информации в наземных испытательно-измерительных комплексах для изделий ракетно-космический техники. В марте 1994 года был избран заведующим кафедрой «Информационно-измерительная техника».
В 1996 году становится деканом Приборостроительного факультета. Под его руководством на факультете получила развитие магистратура, интенсифицировалась научная деятельность.
В сентябре 1999 года был назначен проректором по научной деятельности ЮУрГУ. За время работы на этой должности добился более чем шестикратного увеличения объёма финансирования научных исследований, значительного роста по программам Министерства образования и науки РФ и грантам. Почти вдвое увеличился приём в аспирантуру. Более чем в два раза выросло число защит кандидатских и докторских диссертаций. В 2001 году возглавил разработку и внедрение программы поддержки молодых учёных Южного Урала.
Александр Шестаков активно занимается развитием теорий динамических измерений. При его участии подготовлено коллективное трёхтомное учебное пособие «Электротехника».
В 01.10.2002 вступил в партию «Единая Россия», благодаря которой избирался в Законодательное собрание Челябинской области, депутат IV-VII созывов.
Александр Шестаков создал в университете следующие факультеты: журналистики; истории; химии; вычислительной математики и информатики. Созданием двух последних завершилось формирование целостного блока естественнонаучных факультетов. Для физического и химического факультетов построены отдельные здания. Также было построено общежитие для профессорско-преподавательского состава.

## Санкции
6 марта 2022 года после вторжения России на Украину подписал письмо в поддержу российской агрессии. С 9 июня 2022 года находится под персональными санкциями Украины за поддержку войны. Также был внесён ФБК в список коррупционеров и разжигателей войны за поддержку нападения на Украину, 16 марта 2022 года форумом свободной России внесён в санкционный «Список Путина» с предложением введения против него международных санкций.

## Награды
- Медаль ордена «За заслуги перед Отечеством» II степени
- Юбилейная медаль «300 лет Российскому флоту»
- Заслуженный работник высшей школы Российской Федерации
- Знак отличия «За заслуги перед Челябинской областью» (20 июня 2022) — за большой личный вклад в развитие науки и образования Челябинской области, подготовку научно-педагогических кадров высшей квалификации
- Медаль «За вклад в развитие Челябинской области» (15 декабря 2023) — за вклад в развитие системы образования в Челябинской области, личные заслуги в осуществлении высококвалифицированной педагогической и научной деятельности